# Voetbalinterland Australië - Amerikaans-Samoa 2001
De voetbalinterland Australië tegen Amerikaans-Samoa had de grootste uitslag die ooit heeft plaatsgevonden tussen twee bij de FIFA aangesloten landen. De wedstrijd eindigde op 11 april 2001 in een 31-0-overwinning voor Australië en is daarmee opgenomen in het Guinness Book of Records. Archie Thompson scoorde in deze wedstrijd dertienmaal, wat eveneens een wereldrecord is.
Deze interland vond plaats in het kader van kwalificatie voor het Wereldkampioenschap voetbal 2002 in Zuid-Korea en Japan. Zowel Australië als Amerikaans-Samoa kwalificeerde zich niet voor het mondiale eindtoernooi. Amerikaans-Samoa eindigde laatste in poule 1, Australië werd in de intercontinentale eindronde uitgeschakeld door Uruguay.

## Details
|                                                                            | |         |                  | |
| 11 april 2001 19:00 (UTC+10) Kwalificatie Wereldkampioenschap voetbal 2002 | Australië | 31 – 0  | Amerikaans-Samoa | International Sports Stadium, Coffs Harbour Toeschouwers: 3000 Scheidsrechter: Ronan Leaustic (Tahiti) |
| 11 april 2001 19:00 (UTC+10) Kwalificatie Wereldkampioenschap voetbal 2002 | Boutsianis 10' 50' 84' Thompson 12' 23' 27' 29' 32' 37' 42' 45' 56' 60' 65' 85' 88' Zdrilic 13' 21' 25' 33' 58' 66' 78' 89' A. Vidmar 14' 80' Popovic 17' 19' Colosimo 51' 81' De Amicis 55' | verslag |                  | International Sports Stadium, Coffs Harbour Toeschouwers: 3000 Scheidsrechter: Ronan Leaustic (Tahiti) |

FFA · A-internationals · Selecties · Bondscoaches · Australisch vrouwenelftal · Australië U21 · Australië U20 · Australië U19 · Australië U18 · Australië U17
1920 – 1929 · 
1930 – 1939 · 
1940 – 1949 · 
1950 – 1959 · 
1960 – 1969 · 
1970 – 1979 · 
1980 – 1989 · 
1990 – 1999 · 
2000 – 2009 · 
2010 – 2019 ·
2020 − 2029
WK 1974 ·
WK 2006 ·
WK 2010 · 
WK 2014 · 
WK 2018
OS 1956 · 
OS 1988 · 
OS 1992 · 
OS 1996 · 
OS 2000 · 
OS 2004 · 
OS 2008 · 
OS 2020
1922 ·
1923 · 
1924 · 
1925–1932 ·
1933 ·
1934–1935 ·
1936 ·
1937 ·
1938 ·
1939–1946 ·
1947 · 
1948 · 
1949 ·
1950 · 
1951–1953 ·
1954 · 
1955 · 
1956 · 
1957 ·
1958 · 
1959–1964 · 
1965 · 
1966 ·
1967 ·
1968 ·
1969 · 
1970 · 
1971 ·
1972 · 
1973 · 
1974 · 
1975 · 
1976 · 
1977 · 
1978 · 
1979 · 
1980 · 
1981 · 
1982 · 
1983 · 
1984 · 
1985 · 
1986 · 
1987 · 
1988 · 
1989 · 
1990 · 
1991 · 
1992 · 
1993 · 
1994 · 
1995 · 
1996 · 
1997 · 
1998 · 
1999 · 
2000 · 
2001 · 
2002 · 
2003 · 
2004 · 
2005 · 
2006 · 
2007 · 
2008 · 
2009 · 
2010 · 
2011 · 
2012 · 
2013 ·
2014 · 
2015 · 
2016 ·
2017 ·
2018 ·
2019 ·
2020 ·
2021
Amerikaans-Samoa ·
Argentinië ·
Bahrein ·
Bangladesh ·
België ·
Brazilië ·
Bulgarije ·
Cambodja ·
Canada ·
Chili ·
China ·
Colombia ·
Cookeilanden ·
Costa Rica ·
DDR ·
Denemarken ·
Duitsland ·
Ecuador ·
Egypte ·
Engeland ·
Fiji ·
Filipijnen ·
Frankrijk ·
Ghana ·
Griekenland ·
Guam ·
Honduras ·
Hongarije ·
Hongkong ·
Ierland ·
India ·
Indonesië ·
Irak ·
Iran ·
Israël ·
Italië ·
Jamaica ·
Japan ·
Jordanië ·
Kameroen ·
Kenia ·
Kirgizië ·
Koeweit ·
Kroatië ·
Libanon ·
Liechtenstein ·
Maleisië ·
Marokko ·
Mexico ·
Nederland ·
Nepal ·
Nieuw-Caledonië ·
Nieuw-Zeeland ·
Nigeria ·
Noord-Ierland ·
Noord-Korea ·
Noord-Macedonië ·
Noorwegen ·
Oezbekistan ·
Oman ·
Palestina ·
Papoea-Nieuw-Guinea ·
Paraguay ·
Peru ·
Polen ·
Qatar ·
Roemenië ·
Salomonseilanden ·
Samoa ·
Saoedi-Arabië ·
Schotland ·
Servië ·
Singapore ·
Slovenië ·
Slowakije ·
Spanje ·
Syrië ·
Tadzjikistan ·
Tahiti ·
Taiwan ·
Thailand ·
Tonga ·
Tsjechië ·
Tsjecho-Slowakije ·
Tunesië ·
Turkije ·
Uruguay ·
Vanuatu ·
Venezuela ·
Verenigde Arabische Emiraten ·
Verenigde Staten ·
Vietnam ·
Wales ·
Zimbabwe ·
Zuid-Afrika ·
Zuid-Korea ·
Zuid-Vietnam ·
Zweden ·
Zwitserland
Amerikaans-Samoa (2001) · 
Argentinië (2022) ·
Brazilië (1997) · 
Brazilië (2006) · 
Chili (2014) · 
Denemarken (2018) · 
Denemarken (2022) · 
Duitsland (2010) · 
Frankrijk (2018) · 
Italië (2006) · 
Japan (2006) · 
Kroatië (2006) · 
Nederland (2014) · 
Peru (2018) · 
Spanje (2014) · 
Zuid-Korea (2015, 2)
FFAS ·
Bondscoaches ·
Topscorers ·
Amerikaans-Samoaans vrouwenelftal  ·
Amerikaans-Samoa U21
Interlands
Tegenstander:
Australië ·
Cookeilanden ·
Fiji ·
Guam ·
Nieuw-Caledonië ·
Papoea-Nieuw-Guinea ·
Salomonseilanden ·
Samoa ·
Tahiti ·
Tonga ·
Vanuatu ·